# Barbicambarus simmonsi
Barbicambarus simmonsi is een rivierkreeft uit het geslacht Barbicambarus die leeft in de Verenigde Staten. Hij werd voor het eerst beschreven in 2010.
B. simmonsi is genoemd naar wetenschapper Jeffrey Simmons, die het dier ontdekte. Hij komt voor in Shoal Creek, een waterloop in Tennessee. De onderzoekers vermoeden dat het dier zeldzaam is. De kreeft is relatief groot, hij is ruim 12 cm lang. Zijn voelsprieten zijn bedekt met harige borstels (setae) die gebruikt worden bij de tast.